# William Spear
William Spear (ur. 27 czerwca 1916 roku w Westminster, zm. 27 sierpnia 1979 roku w Palm Beach) – amerykański kierowca wyścigowy.

## Kariera
W wyścigach samochodowych Spear poświęcił się głównie startom w wyścigach zaliczanych do klasyfikacji Mistrzostw Świata Samochodów Sportowych oraz SCCA. W latach 1951-1955 pojawiał się w stawce 24-godzinnego wyścigu Le Mans. W drugim sezonie startów odniósł zwycięstwo w klasie S 8.0, a w klasyfikacji generalnej był czwarty. Rok później stanął na drugim stopniu podium w klasie S 8.0. W sezonie 1954 w klasie S 8.0 ponownie zwyciężył oraz stanął na najniższym stopniu podium klasyfikacji generalnej.